# Montanoa grandiflora
Montanoa grandiflora là một loài thực vật có hoa trong họ Cúc. Loài này được được Augustin Pyramus de Candolle mô tả khoa học đầu tiên năm 1836 dưới danh pháp Montagnaea grandiflora theo thông tin trao đổi với Lúcas Alamán. Năm 1881 William Botting Hemsley chỉnh lại thành Montanoa grandiflora.

## Phân bố
Loài bản địa México, nhưng hiện nay đã du nhập vào Ấn Độ, Indonesia (Java), Lebanon, Syria và Sri Lanka.